# Challenger Coquimbo II 2022
Il Challenger Coquimbo II 2022 è stato un torneo maschile tennis professionistico. È stata la 2ª edizione del torneo, facente parte della categoria Challenger 80 nell'ambito dell'ATP Challenger Tour 2022, con un montepremi di 53 120 $. Si è svolto dal 17 al 23 ottobre 2022 sui campi in terra rossa del Club de Tenis de Coquimbo di Coquimbo, in Cile.

## Partecipanti

### Teste di serie
| Nazionalità | Giocatore               | Ranking* | Testa di serie |
| ----------- | ----------------------- | -------- | -------------- |
| Argentina   | Federico Coria          | 72       | 1              |
| Argentina   | Tomás Martín Etcheverry | 89       | 2              |
| Germania    | Daniel Altmaier         | 102      | 3              |
| Italia      | Marco Cecchinato        | 117      | 4              |
| Argentina   | Camilo Ugo Carabelli    | 123      | 5              |
| Kazakistan  | Timofej Skatov          | 152      | 6              |
| Argentina   | Juan Manuel Cerúndolo   | 155      | 7              |
| Italia      | Franco Agamenone        | 152      | 8              |

* Ranking al 10 ottobre 2022.

### Altri partecipanti
I seguenti giocatori hanno ricevuto una wild card per il tabellone principale:
- Diego Fernández Flores
- Matías Soto
- Daniel Vallejo

I seguenti giocatori sono entrati in tabellone come alternate:
- Román Andrés Burruchaga
- Juan Pablo Paz
- Thiago Seyboth Wild

I seguenti giocatori sono passati dalle qualificazioni:
- Rémy Bertola
- Daniel Rincón
- José Francisco Vidal Azorín
- Jakub Paul
- Sumit Nagal
- Fermín Tenti

## Campioni

### Singolare
Juan Manuel Cerúndolo ha sconfitto in finale  Facundo Díaz Acosta con il punteggio di 6–3, 3–6, 6–4.

### Doppio
Franco Agamenone /  Hernán Casanova hanno sconfitto in finale  Karol Drzewiecki /  Jakub Paul con il punteggio di 6–3, 6–4.